# Midas
Midas é um personagem da mitologia grega, rei da Frígia. É baseado em um rei de mesmo nome da Frígia (uma região da moderna Anatólia, Turquia), do século VIII a.C., havendo sobre esse rei dois conhecidos mitos. Tinha um filho chamado Litosseres, que servia a ele como protetor (Litierses era conhecido como “ceifador de homens”, devido à sua fama de decapitar os inimigos).
O principal mito atribuído a Midas, o de transformar em ouro tudo o que tocava, adquiriu um caráter simbólico e metafórico na sociedade contemporânea, sendo facilmente compreensíveis na nossa cultura analogias simbólicas como a de um “complexo de Midas”.
Midas, na mitologia, é filho do poderoso deus Zeus e de Cibele, mas foi criado por seu padrasto Gordias.

## Descoberta Arqueológica
O Rei Midas realmente existiu. Em 2018, pesquisadores do Museu de Arqueologia e Antropologia da University of Pennsylvania sob a liderança de Rodney Young, após escavações na Turquia, em Gordiom (hoje Yassihüyük) antiga capital da Frígia, localizaram o túmulo de Midas. O caixão mortuário estava muito bem preservado, era feito de troncos de árvores e em sua volta havia vasos de cerâmica e metal, taças, bandejas e outros recipientes e objetos. Ali houve, segundo Dr. Patrick E. McGovern da equipe de arqueólogos da U.Penn, um banquete fúnebre para o Rei e quase todas as iguarias e bebidas puderam ser identificadas. Cem foi a quantidade aproximada de convidados nessa grande refeição, conforme avaliação dos especialistas.

## Mitos sobre Midas

### Toque de ouro

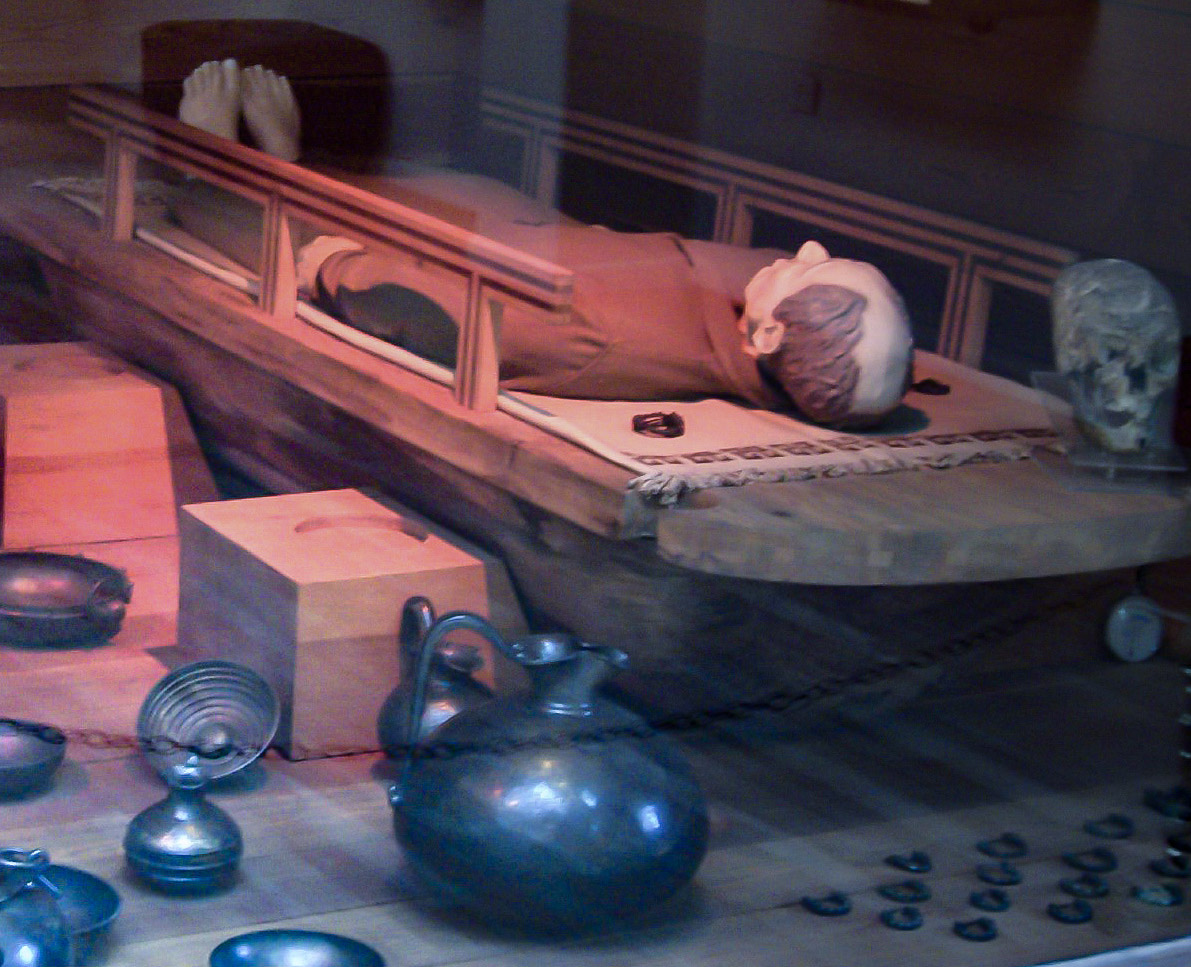
Reconstrução do enterro de Midas.

Midas era um rei que vivia em abundância em seu castelo, junto a sua amada filha. Embora possuísse muitas riquezas, Midas sempre desejava aumentar suas posses. Era tão apegado ao seu ouro, que um de seus passatempos favoritos era contar moedas de ouro. 
Certa vez Baco (ou Dionísio, deus do vinho) deu por falta de seu mestre e pai de criação, Sileno, enquanto realizavam um passeio. O velho andara bebendo e, tendo perdido o caminho, foi encontrado por alguns camponeses que o levaram ao seu rei, Midas. Midas reconheceu-o, tratou-o com hospitalidade, conservando-o em sua companhia durante dez dias, no meio de grande alegria.
No 13º dia, levou Sileno de volta e entregou-o são e salvo a seu pupilo. Baco ofereceu, então, a Midas o direito de escolher a recompensa que desejasse, qualquer que fosse ela. Midas pediu que “tudo que tocasse virasse ouro”. Baco consentiu, embora pesaroso por não ter ele feito uma escolha melhor.
Midas seguiu caminho, jubiloso com o poder recém-adquirido, que se apressou a pôr em prova. Mal acreditou nos próprios olhos quando viu um raminho que arrancara de um carvalho transformar-se em ouro em sua mão. Segurou uma pedra; ela mudou-se em ouro. Pegou um torrão de terra; virou ouro. Colheu um fruto da macieira; ter-se-ia dito que furtara do jardim das Hespérides.
Sua alegria não conheceu limite e, logo que chegou a casa, ordenou aos criados que lhe servissem um magnífico repasto. Então verificou, horrorizado, que, se tocava o pão, este enrijecia em suas mãos; se levava comida à boca, seus dentes não conseguiam mastigá-la. Tomou um cálice de vinho, mas a bebida desceu-lhe pela boca como ouro derretido, sua filha tocou nele e se transformou em ouro.
Consternado com essa aflição sem precedentes, Midas lutou para livrar-se daquele poder: detestava o dom. Tudo em vão, porém; a morte por inanição parecia aguardá-lo. Ergueu os braços, reluzentes de ouro, numa prece a Baco, implorando que o livrasse daquela destruição fulgurante. Baco, divindade benévola, ouviu e consentiu. “A água corrente desfaz o toque”, disse-lhe Baco, “mergulhas o que tocastes num rio e os objetos em que tocaste voltarão a ser o que eram”. Midas correu a cumprir o que dissera o deus do vinho e, com a água do rio Pactolo, que correu num jarro, foi banhando todos os objetos em que tocara, restituindo-lhes a natureza primitiva, a começar pela própria filha, que ele, então, pôde abraçar sem perigo de torná-la de ouro. Dizem que Midas, ao se abaixar para colher a água na margem do rio, tocou na areia com as mãos e que, por isso, ainda hoje, o rio Pactolo corre por sobre um leito de areias douradas.

### Orelhas de burro
Após os eventos envolvendo o toque de ouro (que não perdeu), Midas abandonou a riqueza e virou um seguidor de Pã, deus dos bosques (deus do ovo). Um dia Pã afirmou tocar melhor do que Apolo e o deus do Sol resolveu fazer um duelo com Pã, julgado pelo deus Tmolo. Pã agradou a todos com sua flauta, mas, após Apolo tocar sua lira, Tmolo deu o prêmio a ele. Midas indignou-se, questionou a decisão e Apolo enfurecido deu a Midas orelhas de burro.
Midas cobriu-as com um turbante para seus seguidores não o perceberem. Apenas o barbeiro sabia das orelhas, e devia guardar segredo. O barbeiro não estava a conseguir e, para satisfazer a sua vontade, cavou um buraco e disse “O Rei Midas tem orelhas de burro!” dentro deste e cobriu-o de terra. Porém nasceram lá vários juncos que sempre que eram abanados pelo vento diziam aquela frase, e, assim todo o povo ficou a saber aquele segredo.

### Expressão "Toque de Midas"
Diz-se que um indivíduo que possui o "toque de Midas" é aquele que têm a capacidade de fazer algo prosperar, que multiplica os lucros ou fazer algo brilhar, de forma mais subjetiva. Na música "Champagne Problems", de Taylor Swift, isso fica explícito em "Your Midas touch on the Chevy door", em que ela explica coisas simples viram ouro na presença do objeto da música. Em "Radar", de Britney Spears, ela diz procurar "um homem com o toque de Midas" e "com um sorriso de 10 milhões de dólares", sendo assim essa expressão também pode significar que uma pessoa é bem sucedida. Assim como na música de Katy Perry, "Act My Age", ela diz "They say that I might lose my Midas touch" que no português ficaria como "Eles dizem que eu posso perder meu toque de Midas", uma clara referência as pessoas que dizem que por ela ter fracassado com seu quarto albúm, não conseguiria mais fazer "ouro" com suas mãos. A música  "Gold" da banda norte-americana Imagine Dragons faz referência à essa expressão, na sua primeira estrofe que diz o seguinte "First comes the blessing of all that you’ve dreamed But then comes the curses of diamonds and rings Only at first did it have its appeal? But now you can’t tell the false from the real [...]" que no português ficaria como "Primeiro vem a bênção Corrigir De tudo o que você sonhou Mas aí vêm as maldições De diamantes e anéis A princípio pelo menos, tinham seu encanto Mas agora não dá para separar o falso do verdadeiro". A Banda "Army of Lovers" possui uma música chamada "King Midas" (em português "Rei Midas") onde descreve um pouco da história do mesmo. O conjunto britânico Florence + The Machine faz também alusão a Midas na música Rabbit Heart (Raise It Up): "Midas is king and he holds me so tight and turns me to gold in the sunlight", que se traduz por "Midas é o rei e me segura firme e me transforma em ouro à luz solar", a expressão "Toque de Midas", também pode significar alguém com muito ouro dinheiro" ou alguém muito ganancioso.